# Патара-Хорениа
Патара-Хорениа (груз. პატარა ხორენია, арм. Փոքր Խորենիա) — село в Грузии, на территории Ниноцминдского муниципалитета края (мхаре) Самцхе-Джавахети.

## География
Село находится в южной части Грузии, в пределах Ахалкалакского плоскогорья, на левом берегу реки Паравани, на расстоянии приблизительно 7 километров (по прямой) к северо-западу от города Ниноцминда, административного центра муниципалитета.

## Население
По результатам официальной переписи населения 2014 года, в Патара-Хорении проживал 91 человек (50 мужчин и 41 женщина). В национальной структуре населения армяне составляли 100 %.